# Anthony Murphy
Anthony Murphy (Dublino, 1º agosto 1982) è un ex calciatore irlandese, di ruolo centrocampista.

## Caratteristiche tecniche
Il suo ruolo principale è quello di centrocampista esterno destro ma talvolta è stato schierato come terzino.

## Palmarès

### Club

#### Competizioni nazionali
- Coppa di Lega irlandese: 1

St Patrick's: 2003